# Las campanas de Saint John
Las campanas de Saint John (The Bells of Saint John) es el sexto episodio de la séptima temporada moderna de la serie británica de ciencia ficción Doctor Who.

## Argumento
Un hombre en la pantalla de un ordenador describe cómo las almas humanas están siendo subidas a internet cuando la gente usa su ordenador para loguearse en cierta red Wi-Fi. El hombre revela que ha sido subido y que no sabe dónde está.
Mientras tanto, el Doctor se ha retirado a un monasterio en Cumbria, en el año 1207 para reflexionar sobre el misterio de Clara. Los monjes le molestan un día para decirle que "Las campanas de Saint John" están sonando. El Doctor pide un caballo y cabalga hasta una cueva cercana, donde ha dejado la TARDIS. Se sorprende de encontrar el teléfono exterior de la misma sonando, y lo contesta. Al otro lado está Clara Oswald, a quien el Doctor inicialmente no reconoce. Le pide ayuda con su ordenador, y el Doctor está a punto de colgar hasta que ella usa la frase "Corre, chico listo, y recuerda" como truco mnemotécnico para su contraseña. El Doctor inmediatamente sale a conocerla en persona.
Cuando llega, Clara se niega a hablar con él ni a dejarle entrar. El Doctor decide cambiarse del hábito de monje que lleva, y cuando regresa descubre que Clara ha sido "subida" por un servidor robótico móvil en forma de niña pequeña. El Doctor se hace con el portátil de Clara y revierte la subida, enviando a los que mandaron la señal el mensaje de que Clara está bajo su protección. La directora de los subidores, la Srta. Kizlet, informa a su cliente de que el Doctor ha intervenido como temían. Otro servidor móvil, esta vez disfrazado de hombre, es enviado a casa de Clara para llevársela otra vez. El Doctor y Clara están fuera cuando los subidores provocan que un avión comience a descender directamente hacia ellos. El Doctor y Clara suben en la TARDIS y aterrizan en el interior del avión, donde el Doctor revive a la tripulación y les salva de estrellarse.
El Doctor se lleva a Clara en la TARDIS hasta la mañana siguiente, y van a una cafetería para intentar dilucidar qué está pasando. Clara usa sus nuevas habilidades informáticas que recibió de cuando fue casi subida, para seguir la pista de los subidores hasta su base en The Shard. El Doctor encuentra gente dentro del café bajo el control de la Srta. Kizlet, que le distrae lo suficiente para que un servidor disfrazado del Doctor suba a Clara por completo. Un enfurecido Doctor sale en una motocicleta antigravedad y la estrella contra la oficina de la Srta. Kizlet. Le demanda que libere todas las mentes que han sido subidas, incluida la de Clara, pero ella se niega. El Doctor entonces revela que aún está en el café, y que ella estaba hablando en realidad con el servidor que él había hackeado, y que entonces usa para subir a la Srta. Kizlet a la red. Atrapada allí, ordena a sus subordinados que liberen a todos, y Clara vuelve a la normalidad.
La Srta. Kizlet, ahora restaurada, contacta con su cliente para reportar que le ha fallado. Se muestra que el cliente es la Gran Inteligencia, que le ordena que resetee a toda la gente que trabaja para ellos, incluida ella misma, borrando todos sus recuerdos de la organización o de él. Mientras UNIT irrumpe en la instalación para cerrarla, los subidores pierden todos la memoria al mismo tiempo. La Srta. Kizlet se ha reducido al estado mental de una niña pequeña, debido a la cantidad de tiempo que la Gran Inteligencia llevaba hablando con ella. Mientras tanto, el Doctor lleva a Clara de vuelta a casa y le ofrece una oportunidad de viajar con él, que ella rechaza, pero le dice que vuelva a la mañana siguiente, ya que para entonces quizás haya cambiado de opinión.

### Continuidad
Summer Falls, el libro que Clara ve que lee Artie, uno de los niños a su cargo, está escrito por "Amelia Williams", el nombre de casada de la anterior acompañante del Doctor, Amy Pond. Ella había sido una escritora de libros de viajes en el siglo XXI (El poder de tres) antes de ser enviada permanentemente a principios del siglo XX y convertirse en la editora de la novela de detectives de su hija que les sirvió como libro de pistas (Los ángeles toman Manhattan). El Doctor saca un fez como el que usó en El Big Bang y mencionó varias veces después.
La Gran Inteligencia hace su segunda aparición consecutiva tras aparecer en el episodio anterior, Los hombres de nieve. Desde la perspectiva de la Inteligencia, ha pasado más de un siglo. Durante ese tiempo, se ha encontrado con el Segundo Doctor dos veces, la primera en Tíbet en los años treinta (The Abominable Snowmen, 1967) y la segunda en Londres a finales de los sesenta (The Web of Fear, 1968). Usa la apariencia del Doctor Simeon para comunicarse.

## Producción
El escritor Steven Moffat describió la premisa como "el estilo tradicional de Doctor Who de tomar algo omnipresente en tu vida y hacerlo siniestro, si algo entrara en la Wi-Fi, estaríamos algo así como fastidiados. Nadie lo había hecho antes, así que pensé, '¡Es hora de asustar a los niños de la Wi-Fi!'". Negó que su intención fuera dar un aviso sobre la tecnología, sino más bien contar una historia de aventuras sobre una "forma nueva para los alienígenas de invadirnos" basada en algo con lo que los espectadores estarían familiarizados. Fue el productor Marus Wilson el que sugirió que el episodio fuera un "thriller urbano", ya que la historia estaría ambientada en el Londres contemporáneo para presentar a Clara y los monstruos de la Wi-Fi. Moffat comparó el estilo con James Bond y El caso Bourne, y dijo que el episodio "fue una montaña rusa de acción" más que una historia que pretendiera dar miedo.
Jenna-Louis Coleman ya había aparecido dos veces interpretando dos personajes diferentes, llamados Oswin y Clara, en El manicomio de los Daleks y Los hombres de nieve, pero Las campanas de Saint John es cuando se presenta al personaje que será la acompañante del Doctor. Coleman interpretó cada versión del personaje de forma individual con "confianza de que hubiera una recompensa" a su misterio. Moffat describió esta versión de Clara como "más del mundo real". Smith dijo que Clara "revive la curiosidad del Doctor por el universo y le devuelve su mojo".

## Emisión y recepción
El episodio tuvo una audiencia nocturna de 6,18 millones de espectadores en Reino Unido, con picos de 6,68 millones. a 29.8% audience share. Fue el tercer programa más visto de la noche. Las mediciones definitivas fueron de 8,44 millones de espectadores, siendo el segundo programa más visto de la semana en BBC One. La puntuación de apreciación fue de 87.
Las campanas de Saint John recibió generalmente una respuesta positiva de la crítica, pero varios críticos quedaron decepcionados por la historia. Nick Setchfield de SFX le dio 4,5 estrellas sobre 5. Fue positivo hacia el estilo visual y la trama, así como las interpretaciones de Smith, Coleman e Imrie. Patrick Mulkern de Radio Times quedó encantado de que Coleman interpretara a Clara como una acompañante directa, y resaltó su química con Smith. Lo describió como "un episodio altamente disfrutable que jaranea en su ambientación en el Londres moderno", alabando la forma en que sus ideas se realizaron visualmente en pantalla. Hilary Wardle de MSN le dio al episodio 4 estrellas sobre 5, diciendo que se movió a un ritmo rápido, y que la trama era similar a La caja tonta (2006), pero "muy bien hecha". Alabó especialmente la química entre Smith y Coleman.
Ben Lawrence, del Daily Telegraph le dio al episodio 4 estrellas sobre 5, diciendo que tenía mucho para "cautivar" al espectador de hoy en día, y mostraba cómo Doctor Who estaba en constante reinvención. Algo parecido dijo Euan Ferguson de The Observer, que también encontró que el episodio fue "espléndido" con buenos villanos, aunque pensó que la trama era "enfermizamente complicada" y difícil de entender. Morgan Jeffery de Digital Spy también le dio al episodio 4 estrellas, penando que la amenaza "deja un poco que desear" y que la apariencia física de los Cabezacucharas no era memorable. Sin embargo, dijo que "prácticamente todo lo demás aquí es maravilloso", especialmente la nueva caracterización de Clara. Mark Snow de IGN le dio al episodio un 8,2 sobre 10. Alabó la idea de la Wi-Fi, pero quedó decepcionado con los Cabezacucharas, y pensó que fue un poco de perfil inferior a lo que se promocionó.
Aladair Wilkins de The A.V. Club le dio a Las campanas de Saint John un Notable, explicando que la trama sufrió igual que otros episodios de presentación de acompañantes anteriores porque la amenaza era secundaria ante el establecimiento de Clara. También escribió que el episodio "lucha para hacer a todos los elementos de género escogidos irresistibles" y no fue positivo hacia la amenaza de la Wi-Fie, y cuestionó lo realista que la tecnología visible era. A pesar de ello, dijo que todavía fue "entretenido" con buenas interpretaciones. Dan Martin de The Guardian quedó decepcionado, escribiendo que "hace una buena representación de sus icónicas localizaciones en Londres... pero tras el punto de inflexión que fue Los hombres de nieve, se siente como si este elegante episodio constantemente se quedara corto". Encontró a los monstruos y la trama familiar de episodios anteriores, pero notó que había sido común en el programa un episodio de apertura "genérico" cuando se trataba de presentar a un nuevo acompañante, lo que se hizo con éxito con Clara. Neela Debnath de The Independent reflejó sentimientos similares, pensando que no mantuvo el ritmo y reutilizó varios elementos de episodios anteriores. Jon Cooper del Daily Mirror escribió que el episodio "tuvo sus momentos" pero "en conjunto no llegaba al nivel de episodios anteriores". Aunque dio la bienvenida al cambio de tono, pensó que las piezas se metieron con calzador, y también expresó preocupación de que Clara, a pesar del éxito de Coleman, fuera demasiado similar a la anterior acompañante Amy Pond.